# Motorcycle Manufacturers Association
De Motorcycle Manufacturers Association (MMA) werd in 1908 in de Verenigde Staten opgericht als tegenhanger van de Federation of American Motorcyclists (FAM). 
De FAM vertegenwoordigde de motorrijders, zowel toer- als wedstrijdrijders, en de MMA vertegenwoordigde de fabrikanten van motorfietsen, hun toeleveranciers en de fabrikanten van accessoires. 
In 1916 werd naast de MMA ook de Motorcycle and Allied Trades Association opgericht, die vanaf 1919, toen de FAM ter ziele ging, ook de vertegenwoordiging van de rijders op zich nam. Maar ook de M&ATA was in eerste instantie bedoeld als federatie voor de producenten, waardoor de MMA haar bestaansrecht verloor.